# Вятская лошадь
Вятская порода лошадей — аборигенная порода лошадей северного лесного типа, сформировавшаяся к концу XVII — началу XVIII веков на территории современных Кировской области и Удмуртии. Одна из десяти примитивных пород лошадей России. Отличаются подвижностью, энергичностью, выносливостью, высокой плодовитостью. Характерной чертой окраса является наличие темной полосы вдоль спины — «ремня».

## Описание
Лошадь среднего упряжного типа, довольно массивного, растянутого телосложения и вместе с тем достаточно гармоничных форм. Вятские лошади обладают крепкой конституцией, которая выражается в пропорциональном сложении, плотном строении тканей и крепком костяке. В настоящее время рост лошади в холке достигает 150 см, хотя в 1930—1950-х годах не превышал 140 см.
Наряду с крупным ростом, привнесенным в процессе метизации, вятская лошадь сохранила уникальный «аборигенный» тип северной лесной лошади и своеобразный экстерьер. Основными особенностями экстерьера вятской лошади являются: среднего размера голова с широким лбом и чуть вогнутым в лицевой части профилем, короткая шея, с невысоким выходом, причем у жеребцов нередко с выраженным гребнем, глубокая грудная клетка, ровная линия верха с невысокой холкой, широкой прямой спиной и слегка скошенным крупом округлой формы. Конечности относительно короткие, задние — нередко со склонностью к саблистости, копыта небольшие по размеру, прочные с крепким темным копытным рогом. Каштаны небольшие, имеются на передних и задних конечностях. Оброслость защитных волос очень большая, особенно у жеребцов. Грива, шерсть и челка пышные, шкура толстая.
Среди лошадей вятской породы преобладает бурые (более 50 % лошадей). Реже встречаются мышастая и буланая масти. Иногда — рыжие (чаще каурые), гнедые и саврасые лошади. Отличительной особенностью окраса вятский лошадей является обязательное наличие темной полосы вдоль спины — «ремня», так как для улучшения породы селекционерами использовались башкирские породы лошадей.
Главными качествами вятской лошади являются подвижность, выносливость, энергичный, но добрый нрав и неприхотливость к условиям содержания и кормления. Лошади плодовиты, устойчивы ко многим заболеваниям, особенно простудным.

## История
Считается, что история вятских лошадей начинается с завоза в Вятский край лифляндских клепперов. Произошло это либо в 1374 году, когда сюда перебирались новгородские колонисты, либо позже, около 1720 года, по указу Петра I. Строгановы, владевшие заводами с завезенными из Прибалтики лошадьми, улучшали с их помощью местных лошадей в своих подворьях и у населения. Однако, позже такими учеными как М. И. Придорогин, В. П. Левашов, В. В. Беляев было установлено, что клепперы хоть и оказали влияние на развитие породы, но все же не были её основой.
В другом источнике указано что на конец XIX столетия, в Российской империи, в отношении пород лошади различали два главных типа:
- лошадь степная;
- лошадь крестьянская, и главную массу лошадей составляли отнесённые к типу крестьянских. Эти лошади, попав в Россию в очень давние времена из азиатских степей, видоизменялись под влиянием местных условий: в некоторых местностях мельчали, в других перешли в самостоятельные отродья. К числу последних относилась и Вятка[5].

Пик популярности вятской породы пришелся на конец XVIII века, поскольку эта выносливая и энергичная лошадь использовалась в почтовых тройках. До выведения орловского рысака и ввоза в страну зарубежных тяжеловозных пород вятские, тавдинские и мезенские лошади считались лучшими упряжными породами. Вятки стали вывозиться из родной губернии не только в различные регионы Российской империи, но и за рубеж. Такой массовый вывоз привел к тому, что поголовье лошадей в губернии резко снизилось. Для восстановления их численности в 1844 г. была создана Вятская Земская случная конюшня (с 1885 г. — Государственная Заводская Конюшня), стали проводиться испытания лошадей. Вятские лошади были представлены на Всероссийской коневодческой выставке в Москве (1866), на Всемирной выставке лошадей в Париже (1867) и на конской выставке в Роттердаме (1880).

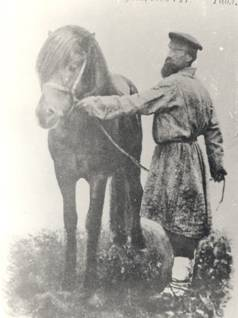
Жеребец Гнедко, принадлежащий крестьянину Куклину

В первой половине XIX века вятскую породу лошадей стали стихийно «окультуривать» тяжеловозными породами. Поскольку такая метизация проходила в частных крестьянских дворах, без должного контроля, то она привела к упадку породы. Имеются сведения о безуспешных попытках поиска тройки вятских лошадей для императора Александра III в 1890-х гг. В 1892 г. на совещании ветеринарных врачей Вятки было официально признано почти полное исчезновение породы.
Однако, организованная профессором М. И. Придорогиным в 1900 г. экспедиция выявила наличие в Вятском крае достаточно большое поголовье типичных вяток. Позже, в 1918 г., главный специалист по животноводству г. Вятки Н. А. Любимов сумел найти 12 лошадей вятской породы и организовать их участие в Первой всероссийской выставке рабочих лошадей. Лошади вызвали интерес у публики и отлично показали себя на испытаниях. Комитет выставки присудил им серебряный кубок и большую серебряную медаль государственного коннозаводства.
Долгое время эта порода находилась в забвении несмотря даже на попытки внесения данных о ней в районные племенные книги. Только после серии обследований коневодства Удмуртии, проведенного В. В. Беляевым в 1935—1938 годах и Кировской области — В. П. Левашовым в 1939 году, наступает период активного подъема и развития вятского коневодства. Впервые за всю историю вятской породы с ней была начата целенаправленная племенная работа. В 1943 и 1945 годах организуются Удмуртский и Зюздинский (в Кировской обл.) Госплемрассадники вятских лошадей, объединившие десятки конеферм по разведению лошадей вятской породы. За годы деятельности ГПР вяток были заведены районные племенные книги и установлены стандарты для записи в них племенных вятских лошадей, наметилась стройная структура породы. В итоге деятельности племенных рассадников лошадей вятской породы общая численность вяток возросла во много раз по сравнению с начальным периодом восстановительной работы и достигла почти 1100 голов.
В конце 1950-х — начале 1960-х годов началось повсеместное закрытие государственных племенных рассадников, где разводили местные породы лошадей, включая вятскую. Целенаправленная племенная работа прекратилась, конефермы ликвидировались, многие племенные лошади были отправлены на мясокомбинаты. Оставшееся поголовье должно было быть улучшено с помощью заводских пород — русской тяжеловозной, орловской и русской рысистой. Таким образом, усилия по сохранению и улучшению породы были фактически сведены на нет.
К середине 70-х годов была поднята глобальная для всего Советского Союза проблема истощения генофонда отечественных аборигенных пород. В 1980—1984 годах специалистами ВНИИ коневодства под руководством Э. М. Пэрна проводится серия очередных обследований ареала разведения отечественных местных пород, в том числе и вятской. В итоге экспедиций авторами вносятся предложения по восстановлению ценной популяции вятских лошадей на основе найденных гнезд типичных вяток в отдельных хозяйствах. Эти мероприятия не были одобрены Главконупром МСХ РСФСР, однако сохранением родной породы всерьез заинтересовались коневоды Удмуртской АССР.
На протяжении последней четверти века в Удмуртской Республике и Кировской области проводятся работы по разведению вятских лошадей. Организовано шесть племенных репродукторных конеферм с общим поголовьем в триста голов. С начала 1990-х годов на Ижевском ипподроме проходят республиканские выставки и испытания лошадей. В Удмуртии разработана Программа «Сохранение и развитие вятской породы лошадей в Удмуртской республике на 2004—2010 годы». С 2000 года вятские лошади экспонируются на международной конной выставке «Эквирос». С 2007 года вятская порода лошадей наряду с заводскими породами официально курируется ВНИИ коневодства, а это значит, что официально открыта и готовится к изданию государственная племенная книга, начата паспортизация лошадей, централизованный племенной учет.

## Использование
Традиционно лошади вятской породы использовались как упряжные. Особенностью русской тройки является то, что коренник (центральная лошадь) должен идти рысью, тогда как пристяжные лошади — скакать галопом. Однако, при использовании в тройке вятских лошадей допускается чтобы все три лошади скакали галопом.
Лошадей этой породы отличают спокойный темперамент, высокая работоспособность, приспособленность к местным климатическим условиям. Особенно они ценны в бездорожье осенью и при глубоком снеге зимой. Успешно используются в сельском хозяйстве. Пригодны для упряжного и верхового туризма в лесной зоне, детской верховой езды и массовых видов спорта, для охоты в лесной зоне.

## Прочее
Вятская порода лошадей упоминается в «Толковом словаре Даля»:

 лошадь вятской породы, малорослая, не слишком костистая, но плотная, широкогрудая; голова средняя, лоб плоский (не круглый), щетка мохнатая, глаза живые; телом кругла и вообще резва; масть: рыжая, бурая, саврасая и каурая, иногда игреняя; происходят от высланных на Вятку Петром Великим лифляндских допельклеперов; их не должно смешивать с долгогривыми казанками.— Даль В.И. Толковый словарь Даля. 1863-1866
Среди ранних стихотворений А. С. Пушкина можно встретить следующие строки:

Прикажете ль лошадок вятских

Четверку вам в конюшню свесть?— Куплеты. На слова «Никак нельзя — ну так и быть» Александр Сергеевич Пушкин (1799—1837) - коллективное
Н.В. Гоголь в романе «Мертвые души»:

Взглянул он [Чичиков] на его [Собакевича] спину, широкую, как у вятских приземистых лошадей, и на ноги его, походившие на чугунные тумбы.— Н.В. Гоголь "Мертвые души"

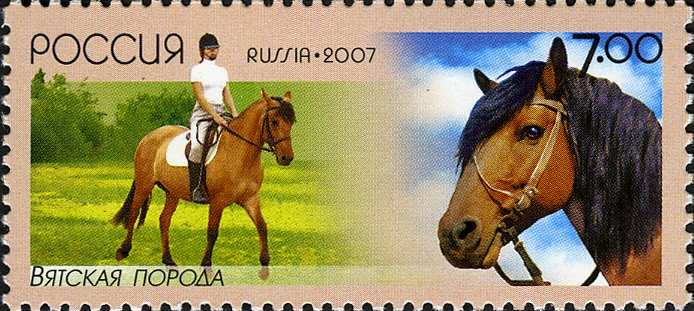
Марка с изображением вятской лошади

М. Е. Салтыков-Щедрин писал в письме своему брату:

Что касается до моих лошадей, то масти они саврасой, с черною гривой и черным ремешком по спине, росту двух аршин… Вятские лошади крепки, но невелики, самые лучшие саврасой масти, как и мои, чтобы приобрести действительно хороших лошадей, надобно заплатить рублей 200 серебром за пару.
В 2007 г. выпущена серия марок «Отечественные породы лошадей», в которую вошла марка, посвященная вятской породе.